# Sven-Olof Bergvall
Sven-Olof Bergvall, född 29 september 1943 i Arbrå, Hälsingland, är en svensk skidorienterare.

## Meriter

### VM skidorientering 1975
Stafett herrar: Sverige tvåa (Sven-Olof Bergvall, Lars-Ivar Svensson, Jerker Axelsson, Stefan Persson).
Individuellt herrar: sjua.

### VM skidorientering 1977
Stafett herrar: Sverige etta (Sven-Olof Bergvall, Örjan Svahn, Bo Larsson, Stefan Persson).
Individuellt herrar: sexa.

### SM skidorientering, individuellt herrar
- 1974 - tvåa
- 1975 - tvåa

### SM skidorientering, stafett herrar
- 1972 - Vallsta SK trea (Lars Bergvall, Oskar Segelberg, Sven-Olof Bergvall)
- 1973 - Vallsta SK trea (Lars Bergvall, Oskar Segelberg, Sven-Olof Bergvall)
- 1974 - Vallsta SK tvåa (Lars Bergvall, Oskar Segelberg, Sven-Olof Bergvall)
- 1975 - Vallsta SK trea (Lars Bergvall, Roland Henriksson, Sven-Olof Bergvall)
- 1977 - Vallsta SK trea (Lars Bergvall, Oskar Segelberg, Sven-Olof Bergvall)